# Seneca (langue)
Pour les articles homonymes, voir Seneca.
Le seneca (ou sénéca ou schaghticoke, parfois sénèque) est une langue iroquoienne du Nord parlée par environ 150 personnes, toutes âgées, essentiellement dans l'État de New York. D'autres locuteurs sont présents en Ontario sur la réserve des Six-Nations. Un groupe de Senecas vivait en Oklahoma mais ils sont désormais assimilés aux Cayugas. Le seneca, que les Français nommaient le tsonnontouan, était une des langues de la confédération iroquoise des Cinq-Nations.

## Écriture
| a | ä | d | e | ë | g | h | i | j | k | n | o | ö | s | š | t | u | w | y | z |

## Phonologie
Les tableaux présentent les phonèmes du seneca.

### consonnes
|              | Bilabiale | Dentale | Palatale | Post-alv. | Vélaire       | Glottale |
| ------------ | --------- | ------- | -------- | --------- | ------------- | -------- |
| Occlusive    |           | t [t]   |          |           | k [k] kw [kʷ] | ʔ [ʔ]    |
| Fricative    |           | s [s]   |          |           |               | h [h]    |
| Affriquée    |           |         |          | ts [ts]   |               |          |
| Nasale       |           | n [n]   |          |           |               |          |
| Semi-voyelle | w [w]     |         | y [j]    |           |               |          |

### Allophones
Devant une voyelle la plupart des occlusives, affriquées et fricatives, à savoir [t], [k], [kw], [s], [ts], deviennent sonores.

### Voyelles
|         | Antérieure  | Postérieure |
| ------- | ----------- | ----------- |
| Fermée  | i [i]       | (u) [u]     |
| Moyenne | e [e] ę [ɛ̃] | o [o] ǫ [ɔ̃] |
| Ouverte | æ [æ] a [a] |             |